# The Comfort of Strangers
The Comfort of Strangers (en español, Comodidad de extranjeros o El placer de los extraños) es una película de 1990 dirigida por Paul Schrader. El guion fue escrito por Harold Pinter, como adaptación de la novela corta homónima nombre escrita por Ian McEwan. Cuenta con las actuaciones de Christopher Walken, Natasha Richardson, Rupert Everett y Helen Mirren. Se estrenó en el Festival de Cannes de 1990.

## Argumento
Colin (Rupert Everett) y Mary (Natasha Richardson), una pareja con dudas acerca del futuro de su relación, van de vacaciones a Venecia, donde conocen a Robert (Christopher Walken), el dueño de un bar que les cuenta historias acerca de su abusivo padre y la humillante venganza que sufrió por parte de sus cuatro hermanas. Aunque Colin y Mary sienten que Robert y su esposa, la elegante y recatada Caroline (Helen Mirren), son una compañía poco agradable, están inexplicablemente, casi hipnóticamente, atraídos hacia la pareja, quienes terminan siendo aún más peligrosos de lo que parecen, y todo termina en un clímax violento.

## Reparto
- Christopher Walken - Robert
- Natasha Richardson † - Mary
- Rupert Everett - Colin
- Helen Mirren - Caroline
- Manfredi Aliquo - Concierge
- David Ford - Waiter
- Daniel Franco - Waiter
- Rossana Canghiari - Hotel Maid
- Fabrizio Castellani - Bar Manager
- Mario Cotone - Detective
- Giancarlo Previati - First Policeman